# 20 h 10 pétantes
 (juillet 2025).
Si vous disposez d'ouvrages ou d'articles de référence ou si vous connaissez des sites web de qualité traitant du thème abordé ici, merci de compléter l'article en donnant les références utiles à sa vérifiabilité et en les liant à la section « Notes et références ».
20 h 10 pétantes était une émission diffusée quotidiennement sur Canal+ entre septembre 2003 et juin 2005 de 20 h 10 à 20 h 50 et présentée par Stéphane Bern. À la rentrée 2005, 20 h 10 pétantes est devenue Vendredi pétantes et Samedi pétantes, diffusées de 19 h 10 à 20 h 50.

## Principe de l’émission
Stéphane Bern s’entretient en même temps avec trois invités confrontant leur actualité et leur vie, tandis qu’Ariel Wizman commente les entretiens sur un ton plus humoristique.

### Séquences
- Le portrait d’un des invités dressé par Stéphane Guillon ; son humour noir et son absence de tabou l’ont parfois confronté à la colère ou au mépris des invités (de Vincent Delerm par exemple, qui a reproché au chroniqueur de quitter le plateau juste après ses chroniques, empêchant ainsi toute réponse de la part de l'invité ou d'Agnès Soral, qui lui a reproché de faire de l'humour à propos du viol dont elle a été victime).
- Chez Maman, sketch quotidien de trois minutes dans lequel une mère (Françoise Christophe) et ses deux enfants (Marie Parouty, Sébastien Thiéry) quelque peu déjantés dissertent à table sur les problèmes du monde.
- Ça va pas le faire (durant la saison 2003-2004), séquence présentée par Amanda Lear, durant laquelle elle utilise un accessoire fantaisiste: l'Amandomètre.
- Stéphane Custers y a proposé ses micro-trottoirs décalés, notamment au sein d'une chaîne de télé imaginaire : Télé Marron.
- Des sketchs réalisés par les comédiens Shirley Bousquet, Florence Foresti, Éric Massot et Emmanuel Joucla, avec notamment la Bern Académie, mini-série parodiant les émissions de télé-réalité, et tout particulièrement Star Academy. Cette mini-série mettait en scène quatre jeunes filles (Endwina, Jessifer, Kim et Adèle-Muguette, interprétées respectivement par Shirley Bousquet, Eleni Laiou, Florence Foresti et Daphné de Quatrebarbes) fans de Stéphane Bern ; elle a permis de révéler Florence Foresti.
- Bernchelor, le gentleman célibataire, parodie de l'émission de télé-réalité Bachelor, le gentleman célibataire ; Stéphane Bern y était interprété par Cyrille Eldin.
- L'humoriste Julie Ferrier a tenu pendant un moment une chronique hebdomadaire.

L’émission, qui se voulait un peu l’héritière de Nulle part ailleurs, a amélioré l’audience de la chaîne sur cette case horaire par comparaison avec les années précédentes.

## Vendredi pétantesetSamedi pétantes
À la suite de l'extension du Grand Journal avec Le Grand journal, la suite, l’émission est passée aux vendredi et samedi de 19 h 10 à 20 h 50 et a été rebaptisée Vendredi pétantes et Samedi pétantes de septembre 2005 à juin 2006. Elles étaient toujours présentées par Stéphane Bern, auxquels s’étaient adjoints Muriel Cousin et Ariel Wizman, Éric Zemmour pour une rubrique politique, et Juliette Arnaud dans un nouveau rôle au sein de l’émission. Stéphane Guillon y continuait ses portraits.
L’émission s’est arrêtée en juin 2006 avec le départ de Stéphane Bern sur France 2.